# The Sham Reality
The Sham Reality est un film muet américain réalisé par Francis Ford et sorti en 1916.

## Fiche technique
- Réalisation : Francis Ford
- Scénario : Grace Cunard
- Production : Francis Ford
- Date de sortie :
  - États-Unis : 16 avril 1916

## Distribution
- Francis Ford
- Grace Cunard
- Irving Lipner